# Język maranao
Język maranao (Mëranaw) – język austronezyjski z grupy języków filipińskich, używany przez 866 tys. osób zamieszkujących przede wszystkim prowincje Lanao del Sur i Lanao del Norte na Filipinach. Dodatkowo migranci Maranao są obecni w różnych zakątkach Filipin.
Jest blisko spokrewniony z językami maguindanao i iranun.
W piśmiennictwie stosuje się alfabet łaciński. W 1967 roku wydano jego słownik. Jest nauczany w szkołach podstawowych i stanowi element lokalnej tożsamości. Pośród języków Filipin jest jednym z najmniej zagrożonych wymarciem. Grupa etniczna Maranao charakteryzuje się silnym przywiązaniem do rodzimego języka i tradycyjnej kultury.